# Agence Espagne
Agence Espagne war eine Presseagentur der republikanischen Regierung während des Spanischen Bürgerkriegs, unterstützt von der Komintern.

## Geschichte
Gegründet wurde die Agence Espagne in Paris im Oktober 1936 von Jaume Miravitlles, einem Mitglied der republikanischen Regierung, dem Deutschen Willi Münzenberg und dem republikanischen spanischen Außenminister Julio Alvarez del Vayo. Sie sollte in der französischen Presse Texte und Fotos der Internationalen Brigaden verbreiten. Offizieller Zweck war, ein solches Bild des Spanischen Bürgerkriegs zu schaffen, das die öffentliche Meinung in Großbritannien, Frankreich und den USA beeinflussen würde. Ihr Chef war der Tscheche Otto Katz, ein brillanter Propagandist der Komintern, der seine Artikel in der Tageszeitung Ce Soir mit André Simone unterzeichnete. Zu den Aktivitäten der Agence Espagne gehörten auch Angriffe auf die POUM – Katz hatte Kontakt zu André Marty.
Sie wurde in Paris mit Geld der spanischen republikanischen Regierung herausgegeben. 1941 fand Katz/Simone Zuflucht in Mexiko. Paris war das Hauptquartier für Europa der Agence Espagne. Das Büro in London wurde von Geoffrey Bing geleitet. Zu ihren Reportern gehörten der italienische Antifaschist Ferdinando Bosso, William Forrest, der spanische Dichter Juan Larrera, Rubio Hidalgo, Louis Fischer, Claud Cockburn und der Schriftsteller und Philosoph Arthur Koestler, der gleichzeitig Kriegskorrespondent für die News Chronicle war. Koestler verließ die UdSSR unter Einhaltung der Komintern-Richtlinie, um sich Paris anzuschließen, und arbeitete mit einem Budget von 2,5 Millionen Francs an der Entwicklung der Agentur, wovon letztendlich 60 Prozent bestimmt waren für die Agence Espagne. Er wurde an die Südfront geschickt um über das Ereignis in Spanien zu berichten und erlebte, wie Málaga von den Francoisten eingenommen wurde. Von einem Franco-Offizier erkannt, wurde er verhaftet, zum Tode verurteilt und schließlich gegen einen anderen Gefangenen ausgetauscht.